# 施嘉洛
施嘉洛（1993年1月25日—），中国男子击剑运动员，2013年亚洲击剑锦标赛男子花剑团体铜牌得主、2014年世界击剑锦标赛男子花剑团体银牌得主、2018年亚洲运动会男子花剑团体铜牌得主。